# 稲吉 (弥富市)
稲吉（いなよし）は、愛知県弥富市の地名。

## 地理
旧弥富町中央部に位置する。東は稲元、西から北は間崎、南は加稲に接する。

## 歴史

### 町名の由来
稲荷信仰に関する地名とされる。

### 人口の変遷
国勢調査による人口および世帯数の推移。
| 1995年（平成7年）  | 13世帯 60人 |  |
| 2000年（平成12年） | 14世帯 56人 |  |
| 2005年（平成17年） | 16世帯 58人 |  |
| 2010年（平成22年） | 16世帯 56人 |  |
| 2015年（平成27年） | 16世帯 50人 |  |

### 沿革
- 元禄10年 - 知多郡朝倉村在の七郎兵衛により開発され、尾張国海西郡の尾張藩領佐屋代官所支配の稲吉新田村となる[2]。
- 正徳3年 - 海水が流入[2]。
- 享保10年 - 七郎兵衛より鯏浦村在の宇佐美孫左衛門および子宝新田村在の吉田平左衛門に開発権が移り、再開発が成る[2]。
- 1889年（明治22年） - 両国村大字稲吉新田となる[2]。
- 1906年（明治39年） - 鍋田村大字稲吉新田となる[2]。
- 1937年（昭和12年） - 鍋田村大字稲吉となる[2]。
- 1955年（昭和30年） - 弥富町大字稲吉となる[2]。
- 2006年（平成18年）4月1日 -  弥富町稲吉一丁目および同稲吉二丁目が、弥富市稲吉一丁目および稲吉二丁目となる[WEB 10]。

## 交通
- 愛知県道間崎永和停車場線[1]

## 施設
- 愛知県立弥富高等学校[1]
- 曹洞宗観音寺[1]

### WEB
1. ↑  “愛知県弥富市の町丁・字一覧”.   人口統計ラボ. 2022年12月12日閲覧。
2. ↑  総務省統計局 (2017年1月27日). “平成27年国勢調査の調査結果(e-Stat) - 男女別人口及び世帯数 －町丁・字等” (CSV). 2021年7月21日閲覧。
3. ↑  “愛知県弥富市の郵便番号一覧”.   日本郵便. 2022年12月12日閲覧。
4. ↑  “市外局番の一覧” (PDF).   総務省 (2022年3月1日). 2022年3月22日閲覧。
5. ↑  総務省統計局 (2014年3月28日). “平成7年国勢調査の調査結果(e-Stat) - 男女別人口及び世帯数 －町丁・字等” (CSV). 2021年7月20日閲覧。
6. ↑  総務省統計局 (2014年5月30日). “平成12年国勢調査の調査結果(e-Stat) - 男女別人口及び世帯数 －町丁・字等” (CSV). 2021年7月20日閲覧。
7. ↑  総務省統計局 (2014年6月27日). “平成17年国勢調査の調査結果(e-Stat) - 男女別人口及び世帯数 －町丁・字等” (CSV). 2021年7月21日閲覧。
8. ↑  総務省統計局 (2012年1月20日). “平成22年国勢調査の調査結果(e-Stat) - 男女別人口及び世帯数 －町丁・字等” (CSV). 2021年7月21日閲覧。
9. ↑  総務省統計局 (2017年1月27日). “平成27年国勢調査の調査結果(e-Stat) - 男女別人口及び世帯数 －町丁・字等” (CSV). 2021年7月21日閲覧。
10. ↑  弥富市役所 総務部 総務課 行政グループ (2015年2月19日). “弥富市住所一覧  旧弥富町” (pdf).   弥富市. 2023年4月4日閲覧。

### 書籍
1. 1 2 3 4 5  「角川日本地名大辞典」編纂委員会 1989, p. 1898.
2. 1 2 3 4 5 6 7 8  「角川日本地名大辞典」編纂委員会 1989, p. 176.